# الیستر مکنزی
الیستر مکنزی (انگلیسی: Alastair Mackenzie؛ زادهٔ ۸ فوریهٔ ۱۹۷۰) فیلم‌نامه‌نویس و بازیگر اهل بریتانیا است.
از فیلم‌ها یا برنامه‌های تلویزیونی که وی در آن نقش داشته‌است، می‌توان به دهان‌به‌دهان، وثیقه، سرود ملی، پوآرو، لبه عشق، دنیای اژدها، حس بی‌نقص، مارپل آگاتا کریستی، پیترلو، آدمکشان میدسامر، روان‌کاو، ماجراهای مرداک، پوآرو و پادشاه یاغی اشاره کرد.